# 山崎マキコ
山崎 マキコ（やまざき マキコ、1967年 - ）は、日本の作家。福島県出身。

## 経歴
明治大学農学部卒。在学中にTeXコーディングのアルバイトをしていたソフトハウス（作中では「Dシステム」。明示してはいないが、書籍の奥付から株式会社ドキュメントシステムと思われる）をモデルにした計算機業界内輪本『健康ソフトハウス物語』(1990) を出版、作家としてデビューした。PC9801シリーズ全盛期、ソニー社のワークステーションNEWSや25MHzのSPARCが新鋭だった時代である。続編の『続　健康ソフトハウス物語』(1991) も出版され、以降コンピューター系のライターとして、また一般小説や随筆の作家として活動している。
文藝春秋の「日本の論点　Plus」において、Web連載「時事音痴」を毎週木曜に連載していた。
PHPスペシャルで「女のからだ辞典」というエッセイを連載していた。

## 著作
- 『山崎マキコの作ってみたいの! DOS/Vマシン』アスキー, 1999
- 『マリモ』PHP研究所 2002　『マリモ 酒漬けOL物語』2005年、新潮文庫
- 『さよなら、スナフキン』新潮社 2003  のち文庫
- 『恋愛音痴』大和書房 2003
- 『山崎マキコの「…ってこんな仕事」―さるIT業界の就職読本』アスキー 2003
- 『ためらいもイエス』文藝春秋 2004 のち文庫
- 『声だけが耳に残る』中央公論新社 2004　のち幻冬舎文庫
- 『東京負け犬狂詩曲』JTBパブリッシング 2006
- 『盆栽マイフェアレディ』幻冬舎 2008
- 『ちょっと変わった守護天使』文春文庫 2010
- 『濡れた足音で彼女は近づく』ジョルダン 2010

### 共編著
- 『健康ソフトハウス物語 パソコン業界少女の生活』熱帯プロダクション共編著 ラディク, 1990
- 『続　健康ソフトハウス物語』熱帯プロダクション共編著 コンピュータアンドスキャンダルカンパニー, 1991
- 『笑うパソコンガール』熱帯プロダクション共編著 ソフトバンクパブリッシング 1991